# Mélonin Noumonvi
Mélonin Noumonvi (* 10. Oktober 1982 in Paris) ist ein französischer Ringer. Er wurde 2009 Vize-Weltmeister und 2014 Weltmeister im griechisch-römischen Stil im Mittelgewicht.

## Werdegang
Mélonin Noumonvi, "Mélo" genannt, ist der Sohn afrikanischer Einwanderer nach Frankreich. Er begann bereits 1989 im Alter von 7 Jahren mit dem Ringen und gehört dem Ringerclub Bagnolet bei Paris an. Während seiner schon seit 1998 andauernden internationalen Karriere wurde bzw. wird er von Didier Duceux, Franck Abrial, Jean-Marc Carday und Patrice Mourier trainiert. Er ringt ausschließlich im griechisch-römischen Stil und wiegt als Erwachsener bei einer Größe von 1,85 Metern ca. 90 kg, trainiert für die Wettbewerbe in das Mittelgewicht (bis 84 kg Körpergewicht) ab. Er ist auch in Deutschland bekannt, weil er für die den KSV Köllerbach in der Bundesliga ringt.
Mélonin Noumonvi nahm erstmals im Jahre 1998 an einer internationalen Meisterschaft, der Junioren-Weltmeisterschaft der Kadetten in Pretoria, teil. Er belegte dort in der Gewichtsklasse bis 76 kg Körpergewicht den 4. Platz. Vierte Plätze erreichte er auch bei der Junioren-Weltmeisterschaft 2001 in Taschkent und bei der Junioren-Europameisterschaft 2002 in Subotica, jeweils im Mittelgewicht.
Im Jahre 2002 startete er auch erstmals bei der Europameisterschaft der Senioren. In Seinäjoki/Finnland kam er dabei im Mittelgewicht mit einem Sieg über Filip Soukop, Tschechien und einer Niederlage gegen Sandor Istvan Bardosi aus Ungarn auf den 14. Platz. Bis zum Jahre 2005 gelang es Mélonin Noumonvi nicht, bei den internationalen Meisterschaften eine Medaille zu gewinnen. Das beste Ergebnis, das er in jenen Jahren erzielte, war der 9. Platz bei der Weltmeisterschaft 2003 in Créteil.
2006 gewann Mélonin Noumonvi bei der Europameisterschaft in Moskau eine EM-Bronzemedaille im Mittelgewicht. Das war seine erste Medaille bei einer internationalen Meisterschaft bei den Senioren. Er erkämpfte diese durch einen Sieg im Kampf um den 3. Platz über Bernhard Mayr, Deutschland. Bei der Weltmeisterschaft 2006 in Guangzhou/China schied er nach einem Sieg über Oleksandr Darahan aus der Ukraine nach einer Niederlage gegen den Olympiasieger von 2004 Alexei Mischin aus Russland aus und kam dadurch nur auf den 19. Platz.
Im Jahre 2007 gewann er bei der Europameisterschaft in Sofia wieder eine Bronzemedaille. Er siegte dort über Pawel Daniel Burla aus Rumänien, Witali Lischtschinksi, Ukraine, Goran Bojanic, Serbien und Artur Michalkiewicz, Polen und verlor wieder gegen Alexei Mischin. Bei der Weltmeisterschaft 2007 in Baku schied er dagegen nach einem Sieg über Dante Harebaschwili, Griechenland wegen einer Niederlage gegen Yunior Estrada Falcon aus Kuba wieder nach der 2. Runde aus und landete damit erneut auf dem 19. Platz.
Bei der Europameisterschaft 2008 in Tampere schied Mélonin Noumonvi nach zwei Siegen mit einer Niederlage gegen den mehrfachen Weltmeister Ara Abrahamian aus Schweden nach der dritten Runde aus und kam dadurch nur auf den 10. Platz. Bei den Olympischen Spielen 2008 in Peking, für die er sich durch einen Sieg beim Qualifikations-Turnier in Rom, qualifiziert hatte, sorgte er dann aber für Furore. Er verlor dort seinen ersten Kampf gegen den Italiener Andrea Minguzzi mit 0:2 Runden bei 2:2 Punkten, wobei Minguzzi jede der beiden Runden nur durch die letzte Wertung gewann. Zu diesem Zeitpunkt wusste noch niemand, dass Minuzzi Olympiasieger werden würde. Ein Gutteil zu verdanken hatte Minguzzi diesen Olympiasieg Mélonin Noumonvi, denn dieser besiegte in seinem nächsten Kampf den Olympiasieger Alexei Mischin mit 2:1 Runden und 2:5 technischen Punkten und warf diesen damit aus dem Rennen. Er gewann dabei zwei Runden jeweils mit 1:0 Punkten und verlor eine Runde mit 0:5 Punkten. Nach diesem Kampf verhinderte Ara Abrahamian, der nächste Gegner von Mélonin Noumonvi, dessen Medaillengewinn, denn er schlug diesen mit 2:0 Runden und 4:0 Punkten sicher. Mélonin Noumonvi kam dadurch auf den 5. Platz.
Im Jahre 2009 belegte er bei der Europameisterschaft in Vilnius mit Siegen über Pedro Yacinto Garcia Perez aus Spanien und Denis Forow aus Armenien und einer etwas überraschenden Niederlage gegen Schalwa Gadabadse aus Aserbaidschan den 7. Platz. Er konnte dann aber bei der Weltmeisterschaft 2009 in Herning/Dänemark den größten Erfolg seiner Laufbahn feiern, als er nach Siegen über Yerbol Raimbekow, Kasachstan, Bolat Abdullajew, Ukraine, Badri Chassaia, Georgien und Habibollah Akhlagi, Iran im Finale dieser Meisterschaft stand, in dem er allerdings gegen den erfahrenen Nazmi Avluca aus der Türkei bei der Niederlage mit 0:2 Runden bei 0:4 Punkten chancenlos war. Er wurde aber immerhin Vize-Weltmeister.
Bei der Europameisterschaft 2010 in Baku gewann Mélonin Noumonvi gemeinsam mit Jan Fischer aus Deutschland erneut eine Bronzemedaille, die er sich mit einem Sieg über Nenad Žugaj aus Kroatien erkämpfte. Vorher hatte er wieder gegen Nazmi Avluca verloren. Bei der Weltmeisterschaft 2010 in Moskau verlor er seinen ersten Kampf gegen Theodoros Tounousidis aus Griechenland und schied, da dieser das Finale nicht erreichte, sehr früh aus. Er kam nur auf den 24. Platz.
Auch bei der Weltmeisterschaft 2011 in Istanbul und bei der Europameisterschaft 2012 in Belgrad konnte sich Melonin Noumonvi nicht im Vorderfeld platzieren. Es gelang ihm aber, sich bei einem Turnier in Taiyuan/China für die Olympischen Spiele 2012 in London zu qualifizieren. In London siegte er im Mittelgewicht über Rami Hietaniemi, Finnland, verlor dann gegen den Olympiasieger von 2004 Karam Ibrahim aus Ägypten, besiegte dann Nenad Žugaj aus Kroatien und unterlag im Kampf um eine Bronzemedaille gegen Damian Janikowski aus Polen.
2013 wechselte er vom Mittelgewicht in das Halbschwergewicht. Bei der Europameisterschaft dieses Jahres in Tiflis gewann er in dieser Gewichtsklasse auf Anhieb eine Bronzemedaille. Auf dem Weg zu dieser Medaille besiegte er Robert Awanesjan, Israel, verlor gegen Wladislaw Metodiew, Bulgarien und besiegte danach Dajan Franjkovic, Serbien und Felix Radinger, Deutschland. Auch bei der Weltmeisterschaft 2013 in Budapest zeigte er gute Kämpfe. Er siegte dort zunächst über Konstantinos Vourdanos, Griechenland, verlor dann gegen Nikita Melnikow aus Russland, siegte über Daigoro Timoncini, Italien und verlor gegen Timo Antero Kallio aus Finnland. Er belegte mit diesen Ergebnissen den 9. Platz. Er startete auch im April 2014 bei der Europameisterschaft in Vantaa/Finnland im Halbschwergewicht und siegte dort über Robert Awenesjan und den Ex-Weltmeister Balasz Kiss aus Ungarn, verlor dann gegen Cenk İldem aus der Türkei und unterlag auch im Kampf um eine der Bronzemedaillen gegen Fredrik Schoen aus Schweden. Bei der Weltmeisterschaft 2014 in Taschkent rang er überraschenderweise wieder im Mittelgewicht und gewann dort fortgeschrittenen Ringeralter von 32 Jahren sensationellerweise den Weltmeistertitel. Im Finale besiegte er dabei den Vize-Weltmeister von 2013 Saman Tahmasebi aus Aserbaidschan.

## Internationale Erfolge
| Jahr | Platz | Wettbewerb                                 | Gewichtsklasse | |
| 1998 | 4.    | Junioren-WM (Cadets) in Pretoria           | bis 76 kg KG   | hinter George Rurua, Georgien, Mustafa Haylaz, Türkei u. Sergei Ponomarjow, Ukraine |
| 1999 | 8.    | Junioren-WM (Cadets) in Nyköbing           | bis 76 kg KG   | Sieger: Nikolai Kurakow, Russland vor Mustafa Haylaz |
| 2000 | 20.   | Junioren-WM in Nantes                      | Mittel         | nach Niederlagen gegen Bojan Mijatow, Jugoslawien u. Andreas Aurich, Deutschland |
| 2001 | 4.    | Junioren-WM in Taschkent                   | Mittel         | hinter Masoud Hashemzadeh, Iran, Artur Mikolayczak, Polen u. Hamdi Erarslankilic, Türkei |
| 2002 | 14.   | EM in Seinäjoki/Finnland                   | Mittel         | mit einem Sieg über Filip Soukop, Tschechien u. einer Niederlage gegen Sandor Istvan Bardosi, Ungarn                                                                                                   |
| 2002 | 4.    | Junioren-EM in Subotica                    | Mittel         | hinter Balasz Kiss, Ungarn, Theodoras Tounousidis, Griechenland und Ewgeni Krawtschuk, Russland |
| 2002 | 21.   | WM in Moskau                               | Mittel         | mit einem Sieg über Baldas Sidlanskas, Litauen u. einer Niederlage gegen Ara Abrahamian, Schweden |
| 2003 | 9.    | WM in Créteil                              | Mittel         | mit Siegen über Christian Mosquero, Kolumbien u. Yanarbek Kenjajew, Kirgisistan u. einer Niederlage gegen Muchran Wachtangadse, Georgien                                                               |
| 2004 | 1.    | New-York-City-Athletic-Club-Open           | Mittel         | vor Keith Sieracki u. Dimitri Kruheik, bde. USA |
| 2004 | 15.   | EM in Haparanda                            | Mittel         | mit einem Sieg über Brian Jörgensen, Dänemark u. einer Niederlage gegen Tarvi Thomberg, Estland |
| 2004 | 16.   | OS in Athen                                | Mittel         | nach Niederlagen gegen Gotcha Ziziaschwili, Israel u. Alexei Mischin, Russland |
| 2005 | 12.   | EM in Warna                                | Mittel         | nach einer Niederlage gegen Laimutis Adomaitis, Litauen |
| 2005 | 3.    | Mittelmeerspiele in Almería                | Mittel         | hinter Mohamed Mohamed, Ägypten u. Serkan Özden, Türkei |
| 2005 | 22.   | WM in Budapest                             | Mittel         | nach einer Niederlage gegen Badri Chassaia, Georgien |
| 2006 | 3.    | EM in Moskau                               | Mittel         | nach einer Niederlage gegen Denis Forow, Armenien u. Siegen über Fritz Aanes, Norwegen, Sandor Istvan Bardosi u. Bernhard Mayr, Deutschland                                                            |
| 2006 | 19.   | WM in Guangzhou/China                      | Mittel         | mit einem Sieg über Oleksandr Darahan, Ukraine u. einer Niederlage gegen Alexei Mischin |
| 2007 | 2.    | "Nikolai-Petrow"-Memorial in Sofia         | Mittel         | hinter Taleb Nariman Nematpour, Iran, vor Andrea Minguzzi, Italien u. Shingo Matsumoto, Japan |
| 2007 | 1.    | Großer Preis von Ungarn in Budapest        | Mittel         | vor Zoltán Fodor u. Sandor Istvan Bardosi, bde. Ungarn u. Alim Selimow, Belarus |
| 2007 | 3.    | EM in Sofia                                | Mittel         | mit Siegen über Pawel Daniel Burla, Rumänien u. Witali Lischtschinski, Ukraine, einer Niederlage gegen Alexei Mischin u. Siegen über Goran Bojanic, Serbien u. Artur Michalkiewicz, Polen              |
| 2007 | 5.    | Großer Preis von Deutschland in Dortmund   | Mittel         | hinter Artur Michalkiewicz, Rene Zimmermann, Deutschland, Andrei Baranowski, Belarus u. Andrea Minguzzi                                                                                                |
| 2007 | 19.   | WM in Baku                                 | Mittel         | mit einem Sieg über Dante Harebaschwili, Griechenland u. einer Niederlage gegen Yunior Estrada Falcon, Kuba                                                                                            |
| 2008 | 10.   | EM in Tampere                              | Mittel         | mit Siegen über Adrian Mocanu, Moldawien u. Artur Michalkiewicz u. einer Niederlage gegen Ara Abrahamian, Schweden                                                                                     |
| 2008 | 1.    | Olympia-Qualifikations-Turnier in Rom      | Mittel         | vor Andrei Samoschin, Kasachstan u. Artur Michalkiewicz |
| 2008 | 1.    | Großer Preis von Deutschland in Dortmund   | Mittel         | vor Andrei Baranowski, Artur Michalkiewicz, Shingo Matsumoto u. Alim Selimow |
| 2008 | 5.    | OS in Peking                               | Mittel         | mit einer Niederlage gegen Andrea Minguzzi, einem Sieg über Alexei Mischin u. einer Niederlage gegen Ara Abrahamian                                                                                    |
| 2009 | 2.    | Wladyslaw-Pytlasinski-Memorial in Warschau | Mittel         | hinter Jan Fischer, Deutschland, vor Oleg Scholikow, Russland u. Zoltán Fodor |
| 2009 | 2.    | Welt-Cup in Clermont-Ferrand               | Mittel         | hinter Alexei Mischin, vor Zoltan Fodor |
| 2009 | 7.    | EM in Vilnius                              | Mittel         | mit Siegen über Pedro Yacinto Garcia Perez, Spanien u. Denis Forow u. einer Niederlage gegen Schalwa Gadabadse, Aserbaidschan                                                                          |
| 2009 | 3.    | Mittelmeerspiele in Pescara                | Mittel         | hinter Nenad Žugaj, Kroatien u. Andrea Minguzzi |
| 2009 | 2.    | WM in Herning/Dänemark                     | Mittel         | mit Siegen über Yerbol Raimbekow, Kasachstan, Bolat Abdullajew, Ukraine, Badri Chassaia, Georgien u. Habibollah Akhlagi, Iran u. einer Niederlage gegen Nazmi Avluca, Türkei                           |
| 2010 | 2.    | Golden-Grand-Prix in Szombathely           | Mittel         | hinter Alexei Mischin, vor Nenad Žugaj |
| 2010 | 3.    | EM in Baku                                 | Mittel         | mit Siegen über Andrei Baranowski u. Amar Hrustanovic, Österreich, einer Niederlage gegen Alexei Mischin u. einem Sieg über Nenad Žugaj                                                                |
| 2010 | 1.    | Großer Preis von Deutschland in Dortmund   | Halbschwer     | vor Mirko Englich, Deutschland, Fredrik Schoen, Schweden und Robert Papp, Rumänien |
| 2010 | 24.   | WM in Moskau                               | Mittel         | nach einer Niederlage gegen Theodoros Tounousidis, Griechenland |
| 2011 | 1.    | Cristo Lutte in Créteil                    | Mittel         | vor Theodoros Tounousidis, Anton Babko Maly, Ukraine und Jim Eric Pettersson, Schweden |
| 2011 | 1.    | Granma-Cup in Havanna                      | Mittel         | vor Jan Fischer, Deutschland, Norge Francia und Alain Olivera, beide Kuba |
| 2011 | 20.   | WM in Istanbul                             | Mittel         | nach einem Sieg über Wladimir Gegeschidse, Georgien und einer Niederlage gegen Nenad Zugaj |
| 2012 | 23.   | EM in Belgrad                              | Mittel         | nach einer Niederlage gegen Wladimir Gegeschidse |
| 2012 | 10.   | Olympia-Qualif.-Turnier in Sofia           | Mittel         | Sieger: Wassyl Ratschyba, Ukraine vor Amer Hrustanovic, Österreich |
| 2012 | 3.    | Olympia-Qualif.-Turnier in Taiyuan/China   | Mittel         | |
| 2012 | 5.    | OS in London                               | Mittel         | nach einem Sieg über Rami Hietaniemi, Finnland, einer Niederlage gegen Karam Mohamed Gaber Ibragim, Ägypten, einem Sieg über Nenad Zugaj und einer Niederlage gegen Damian Janikowski, Polen           |
| 2013 | 3.    | EM in Tiflis                               | Halbschwer     | nach einem Sieg über Robert Awanesjan, Israel, einer Niederlage gegen Wladislaw Metodiew, Bulgarien und Siegen über Dejan Franjkovic, Serbien und Felix Radinger, Deutschland                          |
| 2013 | 1.    | Mittelmeerspiele in Mersin/Türkei          | Halbschwer     | vor Cenk İldem, Türkei, Ahmed Saad, Ägypten und Daigoro Timoncini, Italien |
| 2013 | 18.   | Wladyslaw-Pytlasinski-Memorial in Warschau | Halbschwer     | Sieger: Balasz Kiss, Ungarn vor Wladislaw Metodiew |
| 2013 | 9.    | WM in Budapest                             | Halbschwer     | nach einem Sieg über Konstantinos Vourdanos, Griechenland, einer Niederlage gegen Nikita Melnikow, Russland, einem Sieg über Daigoro Timoncini und einer Niederlage gegen Timo Antero Kallio, Finnland |
| 2014 | 2.    | Golden-Grand-Prix in Paris                 | Halbschwer     | hinter Daigoro Timoncini, vor Wasil Imerlischwili, Georgien und Daniel Gastl, Österreich |
| 2014 | 5.    | EM in Vantaa/Finnland                      | Halbschwer     | nach Siegen über Robert Awenesjan und Balsz Kiss und Niederlagen gegen Cenk Ildem und Fredrik Schoen                                                                                                   |
| 2014 | 3.    | Stockholm-Open                             | Halbschwer     | hinter Fredrik Schoen und Daigoro Timoncini |
| 2014 | 1.    | Wladyslaw-Pytlasinski-Memorial in Danzig   | Mittel         | vor Karimfar Mojtaba, Iran, Jawid Hamsatow, Belarus, Mikulai Stadub, Belarus und Denis Kudla, Deutschland                                                                                              |
| 2014 | 1.    | WM in Taschkent                            | Mittel         | vor Saman Tahmasebi, Aserbaidschan, Schan Belenjuk, Ukraine, Viktor Lőrincz, Ungarn und Ramsin Azizsir, Deutschland                                                                                    |

## Französische Meisterschaften
Mélonin Noumonvi wurde 2005, 2007, 2008 und 2008 französischer Meister im Mittelgewicht
Erläuterungen
- alle Wettbewerbe im griechisch-römischen Stil,
- OS = Olympische Spiele, WM = Weltmeisterschaften, EM = Europameisterschaften,
- Mittelgewicht, bis 2002 bis 85 kg, seit 2003 bis 84 kg Körpergewicht, Halbschwergewicht, bis 96 kg (bis 31. Dezember 2013); seit 1. Januar 2014: Mittelgewicht, bis 85 kg und Halbschwergewicht, bis 98 kg Körpergewicht